# Evgenij Ivanovič Lamanskij
Evgenij Ivanovič Lamanskij, (in russo: Евгений Иванович Ламанский) (Carskoe Selo, 1º dicembre 1825 – San Pietroburgo, 31 gennaio 1902), è stato un banchiere russo.

## Biografia
Si laureò presso l'Alexander Lyceum; servì presso la Cancelleria di Stato e il Ministero delle finanze. Nel 1849 è stato coinvolto nelle indagini dei casi Petraševzij.
Nel 1857 si ritirò e andò all'estero. Poco prima pubblicò "Atti della Società Geografica," il suo miglior lavoro sulla storia della circolazione di denaro e degli istituti di credito statali in Russia.
All'estero Lamanskij trascorse due anni a studiare il funzionamento e l'organizzazione degli istituti di credito dell'Europa occidentale. Dopo il ritorno a Russia, Lamanskij pubblicò diversi articoli su questo argomento.
Quando nel 1860 è stato istituito dalla Banca di Stato, è stato nominato vice direttore, e dopo un po', direttore. 
Dal suo ritiro, nel 1882, Lamanskij fu coinvolto nelle attività del Consiglio comunale di San Pietroburgo.